# Qëndrim Zyba
Qëndrim Zyba (ur. 3 lutego 2001 w Suvej Rece) – kosowski piłkarz, występujący na pozycji środkowego pomocnika, Od 2024 reprezentuje barwy klubu Slovan Liberec, reprezentant Kosowa.

## Kariera klubowa
W FC Prishtina Zyba zadebiutował 27 czerwca 2019 w zremisowanym 1:1 meczu kwalifikacji do Ligi Europy z St Joseph’s, pojawiając się na boisku w 78. minucie spotkania. W Superliga e Kosovës debiut nastąpił 15 lutego 2020 w wygranym 4:0 spotkaniu z KF Vushtrria. Z Prisztiną wygrał Superligę Kosowa (2020/2021), Puchar Kosowa (2019/2020) i Superpuchar Kosowa (2020/2021). Łącznie wystąpił w 71 meczach (56 ligowych), strzelił 3 gole (2 ligowe) i asystował przy 6 trafieniach.
6 czerwca 2022 Zyba przeniósł się do KF Ballkani. Podpisał kontrakt na 3 lata, który zaczął obowiązywać 1 lipca. Zadebiutował tam 5 lipca 2022 w zremisowanym 1:1 meczu kwalifikacji do Ligi Mistrzów przeciwko Žalgirisowi Wilno, wchodząc z ławki w 72. minucie. W sezonach 2022/2023 i 2023/2024 wystąpił w fazie grupowej Ligi Konferencji Europy. Z Ballkani do 29 stycznia 2024 wygrał ligę i Superpuchar (oba w sezonie 2022/2023) oraz rozegrał 73 mecze (44 ligowe), strzelił 6 bramek (4 ligowe) i zaliczył 4 asysty (3 w lidze).
1 lutego 2024 został wypożyczony do Legii Warszawa do końca sezonu 2023/2024, umowa zawierała opcję pierwokupu.

## Kariera reprezentacyjna
Występował w młodzieżowych reprezentacjach Kosowa.
W seniorskiej reprezentacji pierwszy raz zagrał 12 października 2023 w wygranym 0:3 meczu eliminacji do Mistrzostw Europy z Andorą.
| Mecze w reprezentacji | Mecze w reprezentacji | Mecze w reprezentacji | Mecze w reprezentacji | Mecze w reprezentacji | Mecze w reprezentacji | Mecze w reprezentacji | Mecze w reprezentacji | Mecze w reprezentacji |
| Lp.                   | Data                  | Miejsce               | Przeciwnik            | Wynik                 | Grał                  | Uwagi                 | Rozgrywki             |                       |
| --------------------- | --------------------- | --------------------- | --------------------- | --------------------- | --------------------- | --------------------- | --------------------- | --------------------- |
| 1.                    | 12.10.2023            | Andora                | Andora                | 0:3                   | 76'                   |                       | el. ME 2024           |                       |
| 2.                    | 12.11.2023            | Prisztina             | Izrael                | 1:0                   | 90'                   | Żółta kartka          | el. ME 2024           |                       |
| 3.                    | 18.11.2023            | Bazylea               | Szwajcaria            | 1:1                   | 87'                   |                       | el. ME 2024           |                       |
| 4.                    | 21.11.2023            | Prisztina             | Białoruś              | 0:1                   | 57'                   |                       | el. ME 2024           |                       |